# Vend-szlovenszka kniga cstenyá
Vend-szlovenszka kniga cstenyá, (Vendsko-slovenska čitanka) v drugi izdaji samo Vendszka kniga cstenyá (Vendska čitanka) iredentistična čitanka v prekmurščini iz leta 1939, ki so jo uporabljali v drugi svetovni vojni. Dolgo časa ni bil znan avtor učbenika. Leta 2013 so razjasnili, da je avtor Vilmoš Tkalec, ki je bil vladar Murske republike leta 1919. Tkalec je živel v Kistarcsi, tam je pomadžarjeval svoje ime na Tarcsay-ja. Poleg jezikovne norme Sándorja Mikole je napisal čitanko. Med obema vojna je uradno stališče madžarske države na Mikoline ponarejene teorije opiralo, tako je uradni prekmurski knjižni jezik Mikolin jezik bil na Madžarskem.
Čitanko so najprej vnesli v Porabju, potem po okupaciji Prekmurja pa tudi v Prekmurju, čeprav je bila takrat madžarščina poučni jezik v šolah. Čitanka se je ukvarjala tudi z moralno edukacijo otrokov in se trudila propagirati madžarsko identiteto Prekmurcev in Porabcev. V čitanki so bili prevodi madžarskih patriotskih pesmi in gesel, prevod madžarske himne in slovesnega razglasa (Nábüd) od Janoša Kardoša, molitve, odlomke iz madžarske zgodovine, ter papežna himna v prekmurščini. Čitanka poskuša prepričati slovenske otroke, da so Madžari, njihova domovina pa je Madžarska. (Nasa domovína je Vogrszki ország). Podobno so pri durgih manjšinah propagirali to.
Domovína.

Ono meszto, gde szam sze narôdo i gorzrászao, je mi lêpo i mílo. Tü szo moji roditeli, rod, prijáteli i poznánci. Tü je moje prebiváliscse.

K nasemi prebivaliscsi priszpádnejo nê szamo hizse v nasem meszti, nego dvori, nyive, gorice; gôscse i cêla lêpa krajina, stera je okôli nasega meszta.

Zvün nasega meszte escse vnôgo vesznic i várasôv jeszte. Tô je vsze edna zemla, – to je nasa domovina, stera sze

VOGRSZKO KRÁLESZTVO

zové.

Tô zemlô lübi i vszigdár v szrci noszi!
Čitanko so prepovedovali po drugi svetovni vojni v Jugoslaviji.